# 托马斯·图尔
托马斯·图尔（英語：Thomas Tull，1970年6月9日—）是一位美国企业家和电影监制，他是美国电影公司传奇影业的创立人和董事会主席。他参与投资制作的著名作品有诺兰执导的《蝙蝠侠》系列、喜剧片《醉後大丈夫》系列、古装战争片《300壯士：斯巴達的逆襲》、科幻片《盗梦空间》、超级英雄片《超人：钢铁之躯》、科幻怪兽片《环太平洋》和《哥吉拉》等影片。

## 生平
他成长于纽约州的Endwell，由作为牙科保健员的单身母亲抚养长大。他从小就热爱棒球和足球运动，在大学时还获得过足球奖学金。1992年毕业于纽约州的汉密尔顿学院。后来从事投资商业活动，2000年成立传奇影业。
他是美国电影学会的理事会成员、卡内基美隆大学的校董会成员，以及圣地亚哥动物园的董事会成员。2009年他成为美式足球球队匹兹堡钢人的部分所有人，他自四岁时就是该球队的球迷。
2017年1月辞去传奇娱乐主席和CEO职务，万达CEO和国际投资运营部门高级副总高群耀接任传奇临时CEO。